# Compliance (regelgeving)
Compliance is het werken in overeenstemming met de geldende wet- en regelgeving. Het gaat over het nakomen van normen of het zich er naar schikken. Grotere organisaties kunnen een afdeling Compliance hebben die het bestuur bijstaat bij het in beheersen van de organisatie om in overeenstemming te werken met de geldende wet- en regelgeving.
Aangezien compliance een Angelsaksische term is, wordt over het algemeen een internationale definitie van compliance gehanteerd: Observance of external (international and national) laws and regulations, as well as internal norms and procedures, to protect the integrity of the organization, its management and employees with the aim of preventing and controlling risks and the possible damage resulting from these compliance and integrity risks. Een veelgebruikte definitie in Nederland is: Toezien op naleving van (inter)nationale wet- en regelgeving, alsmede van interne normen en procedures, ter bescherming van de integriteit van de organisatie, haar bestuur en werknemers, met als doel het beheersen van compliance en integriteitsrisico's en voorkomen van mogelijke schade als gevolg van deze risico's.
Hoewel beroepsmatige wet- en regelgeving al zeer oud is, zoals de voedselvoorschriften en het Reinheitsgebot voor bier, beschermingsmaatregelen voor de bossen in Duitsland en Japan in de 15e en 16e eeuw, kwaliteitseisen uit Romeins recht, sharia en zelfs de Codex Hammoerabi, nam compliance als aparte discipline pas een aanvang in de 20e eeuw. De bakermat van compliance ligt in het Angelsaksische recht en heel specifiek in de Verenigde Staten van Amerika, waar in de jaren 30 van de 20e eeuw de noodzaak van vergaande regulering van onder andere de financiële sector werd ingezien. Eind 20e eeuw kwam compliance, dat voorheen als onderdeel van de juridische afdeling werd gezien, als aparte discipline op. Met name financiële regelgeving haakte hier meer en meer op in in reactie op boekhoudschandalen en economische crises, waardoor aan de onafhankelijkheid van de compliancefunctie meer en meer eisen werden gesteld. Verder namen na het eind van de Koude Oorlog zowel globalisering als sancties een grote vlucht, en werd het dus wenselijk dat iemand die onafhankelijk van de omzet naleving van sancties bewaakte. Aangezien regelgeving zich niet beperkt tot de financiële sector, wordt ook buiten de financiële sector compliance en het aanstellen van een compliance officer steeds gebruikelijker. Recente ontwikkelingen zijn maatschappelijk verantwoord ondernemen en ESG.

## Takenpakket
Compliance werd vroeger als verlengstuk van de juridische afdeling gezien, maar heeft zich meer en meer tot zelfstandige discipline ontwikkeld. Dit heeft te doen met de onafhankelijkheidseis, omdat het toezien op naleving van wetgeving en economische sancties op gespannen voet kan staan met het algemene bedrijfsbelang om omzet te behalen. Typische taken voor een compliance officer zijn:
- Het geven van opinies over bepaalde projecten en voornemens van het management, en het beantwoorden van vragen over regelgeving;
- Het opstellen van policies en procedures in samenwerking met de verschillende departementen;
- Rapportage aan de toezichthouder;
- Het fungeren als contact van het bedrijf met de toezichthouder;
- Het adviseren van het management betreffende het herstellen van eventuele overtredingen;
- Het screenen van klanten op mogelijke criminele activiteiten, witwassen, financieren van terrorisme, en overtreding van sancties;
- Het screenen van nieuwe collega´s op eventuele belangenconflicten;
- Het uitvoeren van controles;
- Het aanmoedigen van een compliancecultuur door onder andere het geven van trainingen aan het personeel;
- Het onderzoeken van (mogelijke) overtredingen van de regelgeving.

Het is mogelijk dat de compliance functie door een enkel persoon wordt bekleed of door een team. Dit wordt dan geleid door een Hoofd Compliance. Ook kan de compliance functie soms over de gehele groep georganiseerd zijn, zodat men een Head of Group Compliance heeft aan wie alle lokale hoofden rapporteren. Soms komt het voor dat compliance onder Legal of Risk valt, of dat de taak wordt uitbesteed. Een belangrijk aspect is de onafhankelijkheid. Dit kan verschillende gevolgen hebben voor het functioneren van de compliance officer:
- Soms is het gewenst dat compliance voor technische zaken niet direct aan het management, maar aan een ander orgaan rapporteert, zoals de raad van commissarissen. Het management mag compliance dan inhoudelijk niet beïnvloeden;
- Direct contact met klanten is niet gewenst in verband met het risico op verbroedering;
- Omzetgerelateerde beloningen, zoals (virtuele) aandelenopties, zijn om die reden ook niet gewenst;
- Compliance komt in een Stockholmsyndroom-achtige situatie, omdat het aan de ene kant werkt voor het bedrijf en betaald krijgt uit de omzet, maar aan de andere kant nauw samenwerkt met de toezichthouder en van deze ook instructies ontvangt die op gespannen voet met bedrijfsbelangen kunnen staan.

Verder is het belangrijk dat compliance slechts adviseert. De uiteindelijke beslissingen over zaken als beleid, procedures en het opleggen van disciplinaire maatregelen na overtredingen worden genomen door het management.

## Nederland
Tot de jaren 1990 had het begrip compliance weinig bekendheid of een onderscheidende waarde bij Nederlandse financiële instellingen. Eind jaren 1980 werd misbruik van voorwetenschap in Nederland strafbaar gesteld in het Wetboek van Strafrecht. In 1992 werd dit artikel opgenomen in de Wet toezicht effectenverkeer. De strafbaarstelling van misbruik van voorwetenschap was voor enkele financiële instellingen aanleiding tot het aanstellen van een compliance officer.
Het begrip is vooral actueel geworden na de beursschandalen zoals Enron en Ahold, wat leidde tot het opstellen van de Corporate Governance Code. Compliance wordt sindsdien gezien als het voldoen aan alle relevante wetgeving.
Compliance is een term die de afgelopen jaren met name in bij financiële instellingen wordt gebruikt en in de van De Nederlandsche Bank afkomstige Regeling organisatie en beheersing (Rob) wordt gedefinieerd als de naleving van wet- en regelgeving, alsmede het werken volgens de normen en regels die een instelling zelf heeft opgesteld. De Rob is inmiddels ingetrokken.
Elke financiële instelling beschikt over een insidersregeling die voorschriften bevat waaraan de in die instelling werkzame personen zich dienen te houden, alsmede voorschriften omtrent de wijze van controle op de naleving ervan. Ook instellingen die raakvlakken met de financiële sector hebben, zoals pensioenfondsen, hebben een dergelijke regeling (wettelijk afgedwongen). Een dergelijke regeling bevat bijvoorbeeld voorschriften omtrent de wijze waarop functionarissen voor eigen rekening in effecten mogen handelen, restricties in de omgang met zakenrelaties en de omgang met vertrouwelijke informatie.
Na de komst van de Wet toezicht effectenverkeer (WTE)(de huidige AFM) werden steeds meer wetten en regelingen aangenomen die tot doel hadden de integriteit van de financiële instellingen en de financiële markten te waarborgen. Door de toegenomen regelgeving werd de compliancefunctie belangrijker en verder uitgebreid.
Op 1 januari 2007 is een groot deel van (de publieke) wet- en regelgeving vervangen door de Wet op het financieel toezicht (Wft). In deze wet, zijn bijbehorende AMvB’s en de nadere regelingen is de functie van compliance en de compliance officer beschreven (onder meer in het Besluit Prudentiële regels). Daarnaast is in de Wft beschreven wat de verantwoordelijkheden en aandachtsgebieden van de toezichthouders zijn. De Stichting Autoriteit Financiële Markten (AFM) legt zich toe op het gedragstoezicht en De Nederlandsche Bank houdt prudentieel toezicht. Beiden leggen zich eveneens toe op het zogenaamde integriteitstoezicht. In de praktijk komt dit er op neer dat een financiële instelling een integere en beheerste bedrijfsvoering moet hebben.

### Andere ontwikkelingen in Nederland
Door de Amerikaanse Sarbanes-Oxley-wetgeving (SOX) is het begrip op de managementagenda terechtgekomen en heeft het een zwaardere lading gekregen. Zo is er inmiddels extra aandacht voor het voldoen aan de Algemene verordening gegevensbescherming (AVG) en milieuwetgeving. De AVG kent zelfs een wettelijk erkende, bijzondere vorm van Compliance Officer, de zogenaamde Functionaris voor de Gegevensbescherming. Compliance Officers in Nederland hebben zich sinds 2001 verenigd in de Vereniging van Compliance Officers (VCO), de beroepsvereniging voor professionals op het gebied van ethiek, compliance en integriteit.